# 世代交替

孢子體（sporophyte）和配子體（gametophyte）的生命週期。一個孢子體（二倍體，2n）進行減數分裂（meiosis）產生生殖細胞（單倍體，1n），該細胞通常被稱為孢子（spores）。單倍體細胞進行有絲分裂（mitosis）產生配子體。 配子體產生單倍體的配子（gametes），融合形成二倍體的合子（zygote）。

世代交替是所有陆生植物与某些藻类的生活史繁殖中，有單倍體、雙倍體個體（或組織）交替的現象的称谓。某些藻类的孢子体与配子体可能是有相同或不同外观的各自独立的生物体。苔藓、角苔、地钱的配子体能自營，孢子体是寄生于配子体上。大部分维管植物是配子体依赖于孢子体生存。蕨类的孢子体有根、茎、叶的分化，而配子体（即原叶体）虽然能自營但发育不充分，幼孢子体依赖其生长。对于被子植物，配子体极度不发育，一般仅有几个细胞，完全依赖于孢子体。
动物是二倍体生物体，类似于孢子体。但是动物直接通过减数分裂产生单倍体配子，没有配子体这一阶段。

## 定義
世代交替是某些生物的生活史之一種現象。「在生物繁殖過程中，具有單倍體的多细胞个体阶段，經有性結合成為雙倍體的多细胞個體（或組織），而雙倍體個體經過減數分裂，產生單倍體的個體（或組織）」，此生活史中有單倍體、雙倍體個體（或組織）交替的現象。

配子体上有胚子囊。

柳树的复杂世代交替：雌配子体又称大配子体 (megagametophyte)，即子房，有颈卵器；雄配子体又称小配子体 (microgametophyte)，即花粉粒，有精子器。合子（受精卵）分为雄性与雌性。

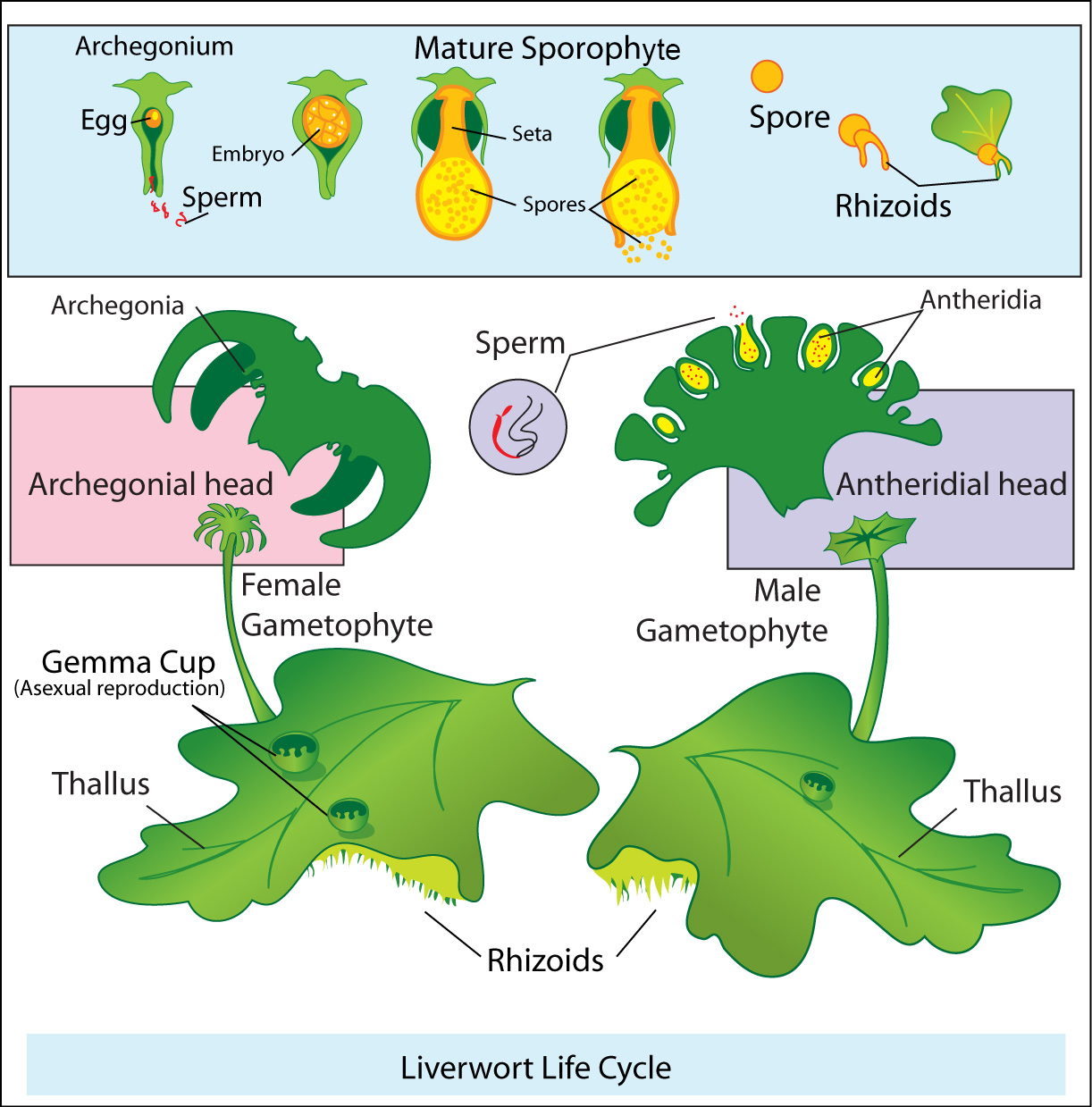
地钱的世代交替。

苔藓的世代交替。

角苔的世代交替。

被子植物的世代交替。

蕨类的世代交替。

## 异性世代交替
異性世代交替（Heterotroph），是指單性繁殖和有性繁殖之间的交替。例如：蚜蟲。

## 狭义世代交替
狭义世代交替（Metagenese），是指無性繁殖（例如出芽生殖）和有性生殖之间的交替。例如刺胞动物和吸虫。

### 引用
1. ↑  [Bold, H. C. et al. 1987.]